# Baba Novac
Baba Novac (Donji Milanovac, 1530 – Kolozsvár, 1601) szerb hajdú, zsoldos, aki a török hadsereg ellen harcolt, és vezette hadba ellenük II. Mihály havasalföldi fejedelem betyárjait. Neve előtagja, a Baba a török babà szóból ered, melynek jelentése apa.

## Élete
1530 körül született Donji Milanovacon, akkori nevén Poreč-ben, egy dunaparti faluban, Szörényvár közelében. Anyja román, apja pedig szerb származású volt. A faluja kolostorában tanult meg folyékonyan beszélni ószláv nyelven, de tudott még azon kívül románul és görögül is. Eleinte szerb betyár volt, később pedig Olténiában csatlakozott II. Mihály havasalföldi fejedelem seregeihez, és segítette őt az Ada Kaleh elleni harcban a törökök ellen. Élete végéig hű maradt az uralkodóhoz, és teljes erejével küzdött a török seregek ellen.
Első küldetése során, 1595-ben hétszáz hajdú élén átkelt a Dunán, és a Balkán-hegységig haladt előre. A feladata az volt, hogy tartóztassa fel, vagy ha van rá lehetőség, győzze le a Hassan pasa által vezetett török sereget, megakadályozva ezáltal őket abban, hogy találkozhassanak Szófiában a szultánnal. Baba Novac megtámadta a török sereget, és embereivel legyőzte őket, zsákmányként megtartva azok lovait, szekereit, fegyvereit és minden kincsüket. Ezen győzelme elismerést hozott neki a havasalföldi fejedelmi udvarban, a fejedelem pedig segítőjeként tekintett rá. 1599-ben a sellenberki csata során meglepetésszerűen támadt a Báthory András által vezetett erdélyi seregre, és segítette hozzá ezáltal a havasalföldi fejedelmet a végső győzelemhez.
1600-ban Lippa környékére rendelte Mihály fejedelem, ahol több győztes csatát is vívott. Ezután a fejedelemmel Moldvába ment, ahol azt a feladatot kapta, hogy kövesse Jeremiás moldvai fejedelmet. A hadjárata során Baba Novac elfoglalta Moldvát, és helyőrséget állított fel Jászvásáron. Ezt követően tovább hódított területeket a fejedelemnek, észak irányába haladva egészen Kamjanec-Pogyilszkij és Hotin vidékéig. Mihály fejedelem mellett harcolt a miriszlói csata során is, majd pedig Ploiești környékén a lengyel sereget sikerült tíz napra feltartóztatnia. Ezt követően Szótelkén, Năieni-ben, Bucovban harcolt, majd év végére, novemberben Curtea de Argeșon volt.

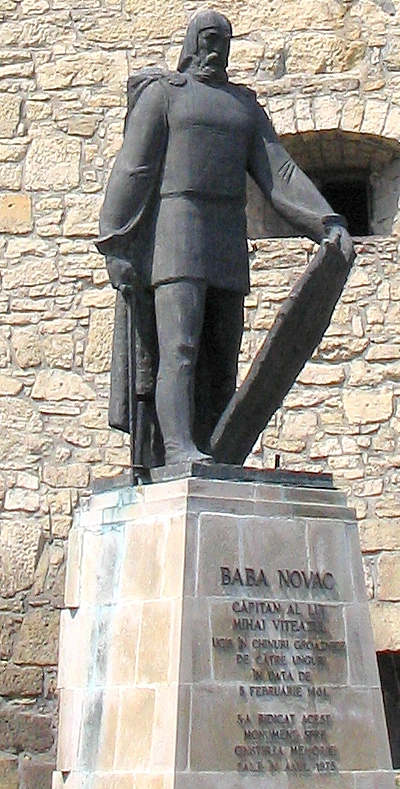
Baba Novac szobra a Szabók bástyája előtt

## Végzete
Amint éppen egy küldöttség élén volt, a Csáky István generális által vezetett Kolozsvári ezred elfogta, és máglyahalálra ítélte. 1601. február 5-én kivégezték, majd a holttestét karóba húzták, és a város erődje elé állították ki. A kivégzést a helyhatóságok és a nemesség jelenlétében tartották, Giorgio Basta is jelen volt.
A goroszlói csatából visszatérő Mihály fejedelem kérdőre vonta a nemességet Baba Novac halálával kapcsolatban, azonban a nemesség egy része addig már elmenekült, az ott levők pedig hazugságokkal próbálták védeni magukat. Miután megtudta, hogy hol volt kiállítva a karóba húzott holtteste, oda egy zászlót helyeztetett. A zászló helyére 1936-ban egy emléktábla került, napjainkban pedig az emléktábla helyén, a Szabók bástyája előtt Baba Novac szobra áll.

## Fordítás
- Ez a szócikk részben vagy egészben  a   Baba Novac című román Wikipédia-szócikk ezen változatának fordításán alapul.  Az eredeti cikk szerkesztőit annak laptörténete sorolja fel. Ez a jelzés csupán a megfogalmazás eredetét és a szerzői jogokat jelzi, nem szolgál a cikkben szereplő információk forrásmegjelöléseként.